# Cantonul Rosans
Cantonul Rosans este un canton din arondismentul Gap, departamentul Hautes-Alpes, regiunea Provence-Alpes-Côte d'Azur, Franța.

## Comune
- Bruis
- Chanousse
- Montjay
- Moydans
- Ribeyret
- Rosans (reședință)
- Saint-André-de-Rosans
- Sainte-Marie
- Sorbiers